# Ямайский пирожок
Ямайский пирожок — ямайская выпечка, содержащая различные начинки и специи внутри слоёного теста, часто золотисто — жёлтого цвета из-за яичного желтка или куркумы. Обычно несладкий и наполненный мясом. Как следует из названия, встречается на Ямайке, также его едят в других районах Карибского моря, таких как Карибское побережье Никарагуа и Коста-Рики. Традиционно наполнен приправленным говяжьим фаршем, но начинки могут включать курицу, свинину, баранину, овощи, креветки, омаров, рыбу, сою, аки, овощную смесь или сыр. На Ямайке пирожок часто едят как полноценный обед, особенно в сочетании с кокосовым хлебом. Но также пирожки являются для жителей Ямайки типичным снэком или закуской. Пирожки можно приготовить небольшими, называемые коктейльными пирожками.

## Приготовление
Тесто замешивают из муки, соли, сахара, куркумы, сливочного масла (маргарина) или жира, его заворачивают в полиэтилен, помещают в холодильник. Начинку готовят из пассерованного лука, красного болгарского перца, бульона, специй и обжаренного фарша. Пирожки лепят размером 10-15 см и запекают в духовке . 

## История
Пирожок с говядиной – часть истории Ямайки, результат смешения корнуольских пирожков и тмина от корнуольских иммигрантов, карри и кайенского перца, привезённых индийскими наемными работниками и африканскими рабами . 
Ямайцы привезли рецепты пирожков в Соединенные Штаты в 1960-х и 1970-х годах, когда многие жители иммигрировали туда в качестве санитаров, сиделок и медсестер . Затем пирожки появились в ресторанах в районах Нью-Йорка с высокой плотностью населения из Вест-Индии. Пирожки также популярны в британских городах с большим населением из Вест-Индии, таких как Бирмингем , Манчестер и Лондон.  Они также популярны в Канаде: в Торонто, Монреале, Вашингтоне (округ Колумбия), и многих других областях на северо-востоке Америки и в районе Великих озер Канады. Во многих из этих районов они доступны в продуктовых магазинах и гастрономах. В последние годы ямайские мясные пирожки готовят и замораживают для продажи в Великобритании, Канаде и США. Во многих районах Канады и США ямайские пирожки из говядины теперь обычно доступны в пиццериях и ресторанах с полуфабрикатами, а также в супермаркетах.